# Cyclisme Canada
Cyclisme Canada est la fédération sportive de cyclisme du Canada. En tant que fédération nationale, l'organisation est membre de l'Union cycliste internationale, de la Confédération panaméricaine de cyclisme et du Comité olympique canadien.

## Équipes
- Équipe nationale de BMX
- Équipe nationale de cyclo-cross
- Équipe nationale de vélo de montagne
- Équipe nationale de cyclisme sur route
- Équipe nationale de cyclisme sur piste
- Équipe nationale de paracyclisme

## Compétitions
- Coupe Canada
  - BMX Racing
  - Vélo de montagne – Descente
  - Vélo de montagne – Cross-country
- Championnats du Canada de cyclisme sur route

## Fédérations provinciales
- Québec : Fédération québécoise des sports cyclistes
- Manitoba : Manitoba Cycling Association
- Alberta : Alberta Bicycle Association
- Colombie-Britannique : Cycling BC
- Ontario : Ontario Cycling Association
- Saskatchewan : Saskatchewan Cycling Association
- Nouveau-Brunswick : Vélo NB
- Nouvelle-Écosse : Bicycle Nova Scotia
- Île-du-Prince-Édouard : Cycling PEI
- Terre-Neuve-et-Labrador : Bicycle Newfoundland and Labrador

## Identité visuelle

Jusqu'en 2019
Depuis 2019